# Almiro Lobo
Daniel Almiro Lobo (Quelimane, 30 aprile 1982) è un calciatore mozambicano, difensore dell'Onze Bravos Maqui.

## Carriera

### Club
Dal 2004 al 2006 ha giocato nella massima serie ungherese, mentre dal 2006 al 2012 ha militato in quella sudafricana.

### Nazionale
Ha esordito in nazionale nel 2004. Nel 2010 ha partecipato alla Coppa d'Africa.

## Palmarès

### Club

#### Competizioni nazionali
- Campionato del Mozambico: 1

Maxaquene: 2003